# تيري سميث
تيري سميث (بالإنجليزية: Terry Smith)‏ (10 يونيو 1951 شلتنهام المملكة المتحدة - ) هو لاعب كرة قدم بريطاني يلعب كمهاجم.